# Melanitis aswa
Melanitis aswa är en fjärilsart som beskrevs av Moore 1865. Melanitis aswa ingår i släktet Melanitis och familjen praktfjärilar. Inga underarter finns listade i Catalogue of Life.